# Neocompsa textilis
Neocompsa textilis là một loài bọ cánh cứng trong họ Cerambycidae.